# Sebadales de La Graciosa
Sebadales de La Graciosa este o arie protejată (arie specială de conservare — SAC, sit de importanță comunitară — SCI) din Spania întinsă pe o suprafață de 1.192 ha, integral marine.

## Localizare
Centrul sitului Sebadales de La Graciosa este situat la coordonatele 29°13′22″N 13°30′06″W / 29.2228°N 13.5018°V.

## Înființare
Situl Sebadales de La Graciosa a fost declarat sit de importanță comunitară în octombrie 1999 pentru a proteja 3 specii de animale. Situl a fost protejat și ca arie specială de conservare în septembrie 2011.

## Biodiversitate
Situată în ecoregiunile  și marină macaroneziană, aria protejată conține 2 habitate naturale: Bancuri de nisip acoperite în permanență slab de apă marină, Recifuri.
La baza desemnării sitului se află mai multe specii protejate:
- mamifere (1): delfin mare (Tursiops truncatus)
- reptile (2): Caretta caretta, Chelonia mydas

Pe lângă speciile protejate, pe teritoriul sitului au mai fost identificate 3 specii de plante, 2 specii de mamifere, 11 specii de nevertebrate, 5 specii de pești, 2 specii de reptile.